# Birgitta Bergman
Signe Birgitta Bergman, född 1945, är en svensk växtfysiolog. Hon erhöll 1985 en forskartjänst som docent i ekologisk växtfysiologi vid Naturvetenskapliga forskningsrådet och blev 1990 professor i växtfysiologi vid Stockholms universitet. Hon blev ledamot av Vetenskapsakademien 1996.